# Alain Lipietz
Alain Lipietz (ur. 19 września 1947 w Charenton-le-Pont) – francuski polityk i ekonomista żydowskiego pochodzenia, eurodeputowany V i VI kadencji.

## Życiorys
Studiował w École Polytechnique oraz w École nationale des ponts et chaussées. W 1972 uzyskał magisterium w zakresie ekonomii. Od 1971 do 1973 był badaczem w instytucie naukowym zajmującym się sprawami transportu, następnie do 1999 pracował centrum studiów ekonomicznych. Jednocześnie w 1988 został dyrektorem działu naukowego Krajowego Centrum Badań Naukowych, a w 1990 głównym inżynierem w państwowym zarządzie dróg. Jest autorem kilku książek poświęconych ekonomii i ekologii.
Był radnym regionu Île-de-France (1992–1994) i miejscowości Villejuif (1995–1997). Zaangażował się w działalność Zielonych, w latach 1997–1998 pełnił funkcję krajowego rzecznika tej partii.
W latach 1999–2009 z ramienia Zielonych sprawował mandat deputowanego do Parlamentu Europejskiego. Zasiadał we frakcji Zielonych i Wolnego Sojuszu Europejskiego. Pracował m.in. w Komisji Handlu Międzynarodowego oraz w Komisji Prawnej.
Alain Lipietz wraz z siostrą pozwali francuskiego przewoźnika kolejowego SNCF o rekompensatę za przewiezienie w czasie II wojny światowej ich ojca i innych członków rodziny do nazistowskiego obozu internowania w Drancy. W 2006 sąd w tym precedensowym procesie (pierwszym tego typu we Francji) zasądził na ich rzecz zadośćuczynienie w kwocie blisko 80 tys. USD.